# Hellschreiber

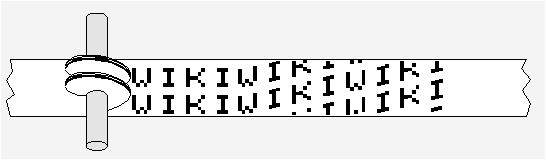

El Hellschreiber, Feldhelschreiber o Typenbildfeldfernschreiber (llamado así por su inventor Rudolf Hell) es un teleimpresor basado en el mismo principio de un facsímil inventado por Rudolf Hell. En comparación con los teleimpresores contemporáneos que se basaban en el principio de una máquina de escribir y eran mecánicamente complejos y caros, el Hellschreiber era mucho más sencillo y robusto, con muchas menos piezas móviles. El sistema de transmisión tiene la ventaja añadida de ser capaz de proporcionar una comunicación inteligible incluso mediante enlaces de radio o cable de muy baja calidad, donde la voz o los datos serían ininteligibles. 
El dispositivo se desarrolló por primera vez a finales de la década de 1920 y se utilizó a partir de 1930, principalmente para los servicios de prensa de teléfono fijo. Durante la Segunda Guerra Mundial, a menudo fue utilizado por el ejército alemán junto con el sistema de cifrado Enigma. En la era de la posguerra, se hizo cada vez más común entre los servicios de noticias, y se utilizó en este rol hasta bien entrada la década de 1980. Hoy en día, el sistema de transmisión Hellschreiber es utilizado como medio de comunicación por los operadores de radio aficionados mediante ordenadores y tarjetas de sonido; y recibe el nombre de Hellschreiber, Feld-Hell o simplemente Hell. 

## Funcionamiento
El aparato Hellschreiber envía una línea de texto como una serie de columnas verticales. Cada columna se divide verticalmente en una serie de píxeles, normalmente utilizando una cuadrícula de 7 por 7 píxeles para representar caracteres. Entonces, los datos de una línea se envían al receptor como una serie de señales de encendido/apagado, utilizando una variedad de formatos según el medio, pero normalmente a una velocidad de 112,5 bauds.
En el extremo del receptor, se introduce una cinta de papel a una velocidad constante sobre un rodillo que la arrastra. Situado encima del rodillo hay un cilindro  con unas pequeñas marcas en la superficie siguiendo un patrón helicoidal, que gira continuamente. La señal recibida se amplifica y se envía a un actuador magnético que, a cada impulso recibido, hace golpear el cilindro contra el papel el rodillo, imprimiendo así un punto en la superficie del papel a cada impulso . Un Hellschreiber imprime cada columna recibida dos veces, una al lado de la otra. Esto es para compensar los errores de sincronización leves que a menudo están presentes en los equipos y hacen que el texto se incline. La impresión sobre el papel muestra dos textos idénticos impresos uno al lado del otro, o una línea de texto separada por la mitad, con líneas de texto una a cada lado de esa división, así en el peor de los casos, siempre puede leerse el mensaje recibido completo.
La máquina Hellschreiber original era un dispositivo mecánico, que permitía enviar "medio píxel". Los extremos derechos de los bucles en B, por ejemplo, podían desplazarse un poco para mejorar la legibilidad. De todas formas cualquier impulso de señal no puede durar menos de 8, tanto por tener que restringir el ancho de banda ocupado en la radio, como también por motivos que tienen que ver con el diseño mecánico de la máquina receptora.
Mejoras introducidas como resultado de las diferentes modificaciones del programa:
- Representando la señal recibida como tonos de gris en lugar de una imagen monocroma, haciendo que sea mucho más fácil leer las señales débiles.
- Cambiando a un tipo de letra distinto. Aquí hay un modo que es realmente internacional e independiente de los juegos de caracteres: cualquier cosa que pueda representarse como marcas dentro de una parrilla de 7 píxeles de altura, se puede transmitir por aire.

## Variantes
El sistema de transmisión Hellschreiber también ha generado una serie de variantes a lo largo de los años, muchas de ellas debidas a los esfuerzos de los radioaficionados de los años noventa. Ejemplos:
- PSK Hell codifica el brillo de un píxel en la fase portadora en lugar de la amplitud. En sentido estricto, está codificado en el cambio de fase ( teclado de cambio de fase diferencial): una fase sin cambios al principio de un píxel significa blanco y una fase invertida significa negro. Funciona a 105 o 245 baud.
- FM Hell (o FSK Hell) utiliza la modulación de frecuencia con un control cuidadoso de la fase, esencialmente la tecla de desplazamiento mínimo. La variante más común es FSK Hell-105.
- Duplo Hell es un modo de tono dual que envía dos columnas a la vez a diferentes frecuencias (980 Hz y 1225/1470 Hz).
- C/MT Hell o Hell multitono simultáneo envía todas las filas al mismo tiempo utilizando tonos a diferentes frecuencias. La transmisión se puede leer mediante una pantalla FFT o una trama en cascada. Permite altas resoluciones.
- S/MT Hell o secuencial multiton Hell es como C/MT pero sólo envía un tono (para una fila) a la vez. Como resultado, los caracteres recibidos tienen algo de inclinación, parecen una fuente oblicua.

### Slowfeld

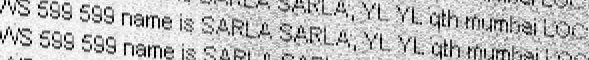
Los errores de tiempo leves se compensan imprimiendo cada línea dos veces.

Slowfeld es un programa experimental de comunicación de banda estrecha que utiliza el principio Hellschreiber – requiriendo que el emisor y el receptor utilicen la misma velocidad de exploración de columna.  Los datos se envían a un ritmo muy lento y se reciben mediante una rutina de transformación rápida de Fourier que ofrece un ancho de banda de varios Hz.  Siempre que la sintonización esté dentro de varios anchos de banda de la señal, aparecerá el resultado. La velocidad de transmisión es de unos 3, 1,5 y 0,75 caracteres por segundo. Slowfeld, junto con modos similares como el código Morse QRSS muy lento, puede utilizarse cuando todos los demás métodos de comunicación fallan.

## Galería

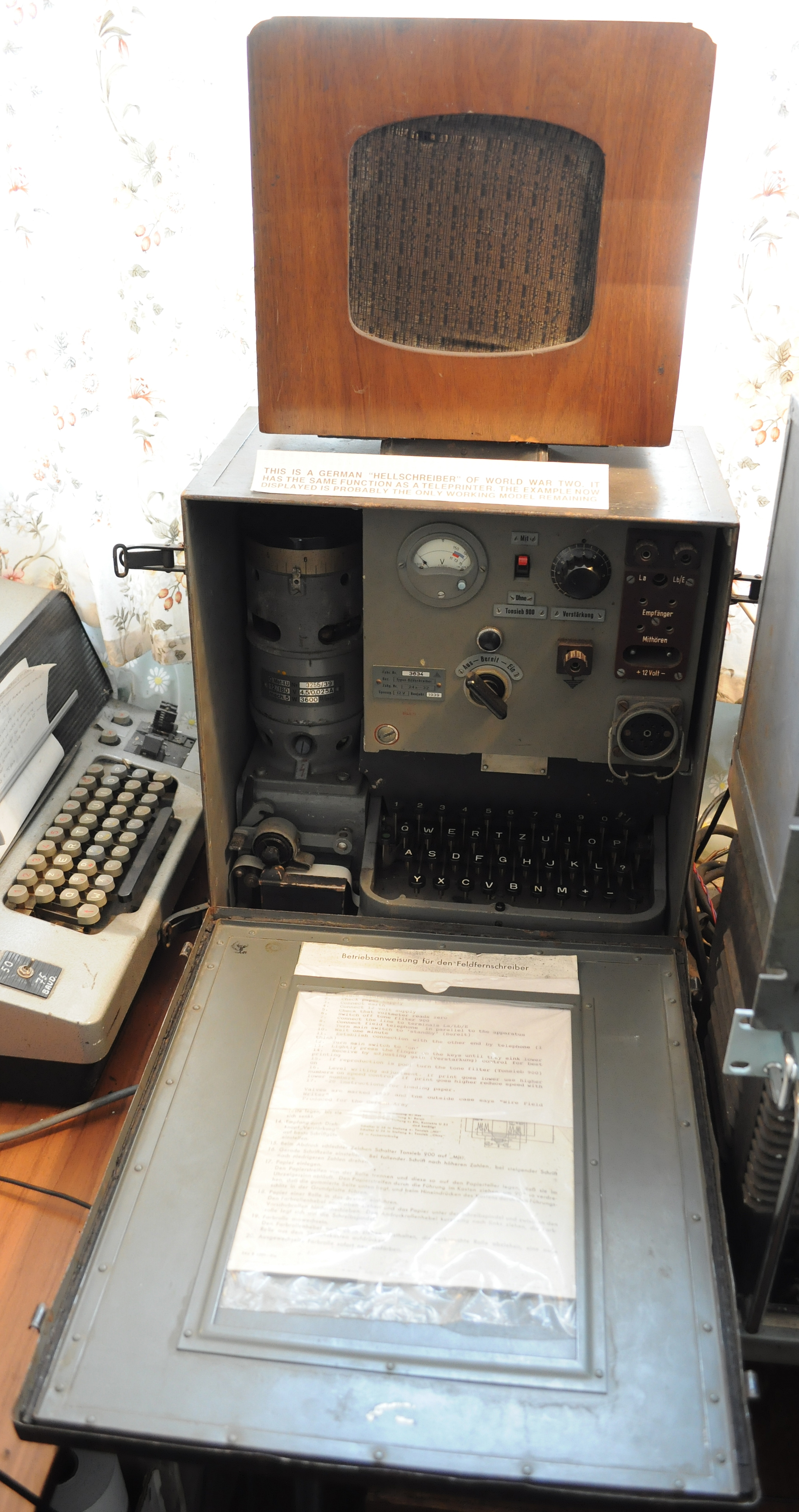
Hellschreiber en exposición en Bletchley Park, Reino Unido (marzo de 2010)
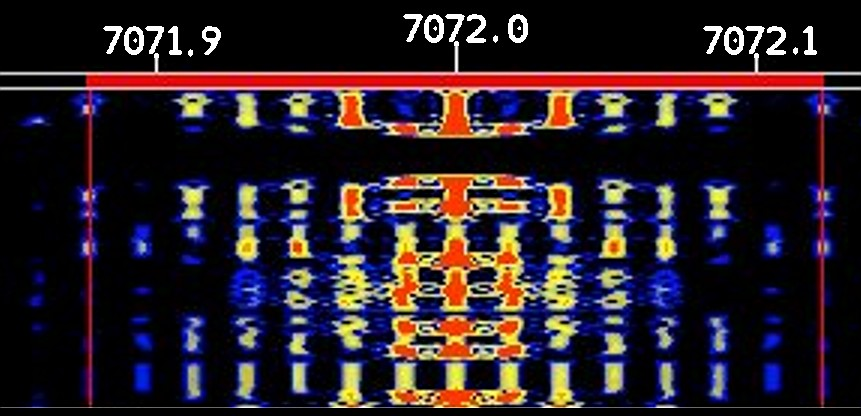
Espectrograma de una transmisión Feld-Hell centrada en 7072 kHz (con un ancho de banda de ~200 Hz)
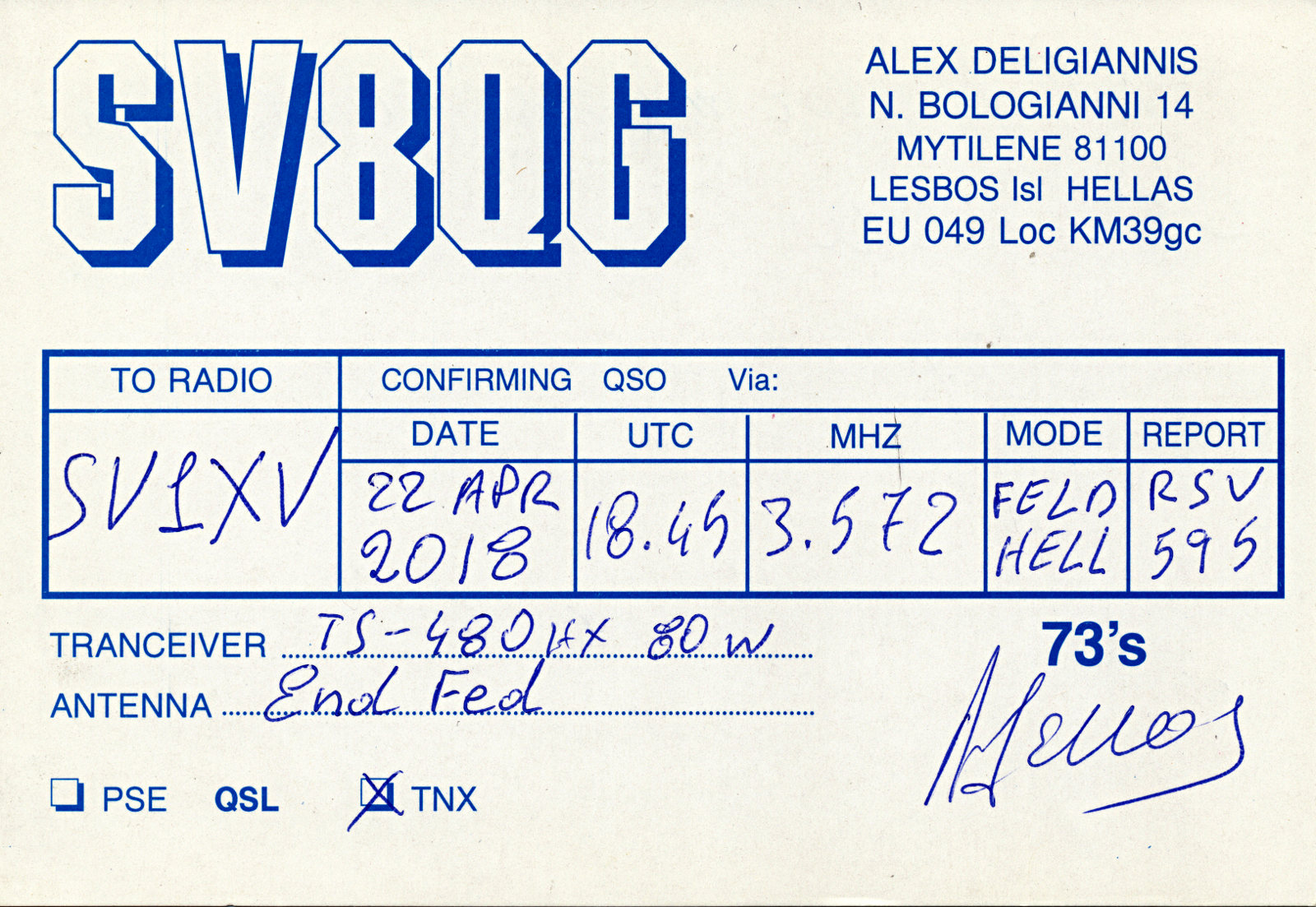
Tarjeta QSL que confirma un contacto de radioaficionado usando FeldHell (2018)